# Unione Sportiva Pistoiese 1949-1950
Questa voce raccoglie le informazioni riguardanti  l'Unione Sportiva Pistoiese nelle competizioni ufficiali della stagione 1949-1950.

## Rosa
| N. |                   | Ruolo | Calciatore      |
| -- | ----------------- | ----- | --------------- |
|    | Italia (bandiera) | C     | D. Bertolini    |
|    | Italia (bandiera) | D     | M. Bolognini    |
|    | Italia (bandiera) | A     | Cesare Cecchi   |
|    | Italia (bandiera) | A     | Alfredo Colombo |
|    | Italia (bandiera) | C     | G. Corsini      |
|    | Italia (bandiera) | C     | Ardico Magnini  |
|    | Italia (bandiera) | A     | M. Manetti      |
|    | Italia (bandiera) | P     | L. Morandi      |

| N. |                    | Ruolo | Calciatore      |
| -- | ------------------ | ----- | --------------- |
|    | Italia (bandiera)  | P     | Pietro Mosca    |
|    | Italia (bandiera)  | C     | B. Nardi        |
|    | Italia (bandiera)  | C     | Dante Petri     |
|    | Francia (bandiera) | A     | R. Raphy        |
|    | Italia (bandiera)  | A     | P. Rinaldi      |
|    | Italia (bandiera)  | D     | Renato Targioni |
|    | Italia (bandiera)  | C     | Domenico Tosi   |